# Reynosia
Reynosia là một chi thực vật có hoa thuộc họ Táo (Rhamnaceae). Chi này được August Heinrich Rudolf Grisebach mô tả khoa học lần đầu tiên năm 1866 với 3 loài là R. retusa, R. mucronata và R. latifolia ở Cuba.

## Các loài
Chi này chứa 19 loài đã biết, với khu vực phân bố từ các đảo trên biển Caribe tới Florida và Guatemala.
- Reynosia affinis Urb. & Ekman, 1926: Hispaniola.
- Reynosia barbatula M.C.Johnst. & Lundell, 1975: Guatemala.
- Reynosia camagueyensis Britton, 1924: Cuba.
- Reynosia cuneifolia Urb. & Ekman, 1926: Hispaniola.
- Reynosia domingensis Urb., 1922: Hispaniola.
- Reynosia guama Urb., 1899: Quần đảo Virgin.
- Reynosia jamaicensis M.C.Johnst., 1971: Jamaica.
- Reynosia krugii Urb., 1899: Puerto Rico.
- Reynosia latifolia Griseb., 1866: Cuba.
- Reynosia microphylla Ekman ex Urb., 1924: Cuba.
- Reynosia moaensis Borhidi & O.Muñiz, 1976: Miền đông Cuba.
- Reynosia mucronata Griseb., 1866: Cuba.
- Reynosia regia Urb. & Ekman, 1926: Hispaniola.
- Reynosia retusa Griseb., 1866: Cuba.
- Reynosia revoluta (C.Wright ex Griseb.) Urb., 1899: Cuba.
- Reynosia septentrionalis Urb., 1899: Từ miền nam Florida tới Cuba.
- Reynosia uncinata Urb., 1899: Từ Hispaniola tới Anguilla.
- Reynosia vivesiana Trejo, 2008: Puerto Rico.
- Reynosia wrightii Urb., 1899: Cuba.